# Geodätisches Institut Potsdam
Das Geodätische Institut Potsdam, kurz GIP, war ein traditionsreiches Forschungsinstitut in Potsdam, das auf dem Gebiet der Geodäsie arbeitete.

## Geschichte

### Gründungszeit 1870–1917
Die von Johann Jacob Baeyer und Wilhelm Foerster am 16. März 1867 beim Preußischen Kultusministerium eingereichte Promemoria betreffend die Organisation eines Instituts für höhere Meßkunde führt 1870 zur Gründung des Instituts in Berlin. Unter seinem Direktor Friedrich Robert Helmert (1886–1917) wird das GIP zum Weltzentrum für die wissenschaftliche Geodäsie.

### Neuausrichtung 1917–1945
Das Zentralbüro der Internationalen Erdmessung als Teil des Instituts wird wegen Auflagen im Friedensvertrags von Versailles geschlossen.  Das internationale Mitwirken an Forschungsprojekten ist Deutschland und damit auch dem Institut untersagt.  Erst 1924 beginnt die Wiederherstellung internationaler Verbindungen.

### Periode 1945–1969
Das Institut in Potsdam ist ab 1945 territorial nur noch für die sowjetisch besetzte Zone (SBZ) zuständig. Ab Oktober 1946 wird es der Deutschen Akademie der Wissenschaften (DAW) zu Berlin angegliedert und ist damit weitestgehend unabhängig von den staatlichen Behörden, die in der SBZ bzw. später in der
DDR für das staatliche Vermessungswesen zuständig sind.

### Wirken als Teil des ZIPE 1969–1991
1969 wurde das Institut als Forschungsbereich Geodäsie und Gravimetrie, Geofernerkundung und Geoinformatik fundamentaler Gründungsbestandteil des Zentralinstituts für Physik der Erde, das nach der innerdeutschen Wende 1991 aufgelöst wurde.

### Teil des GFZ nach 1992

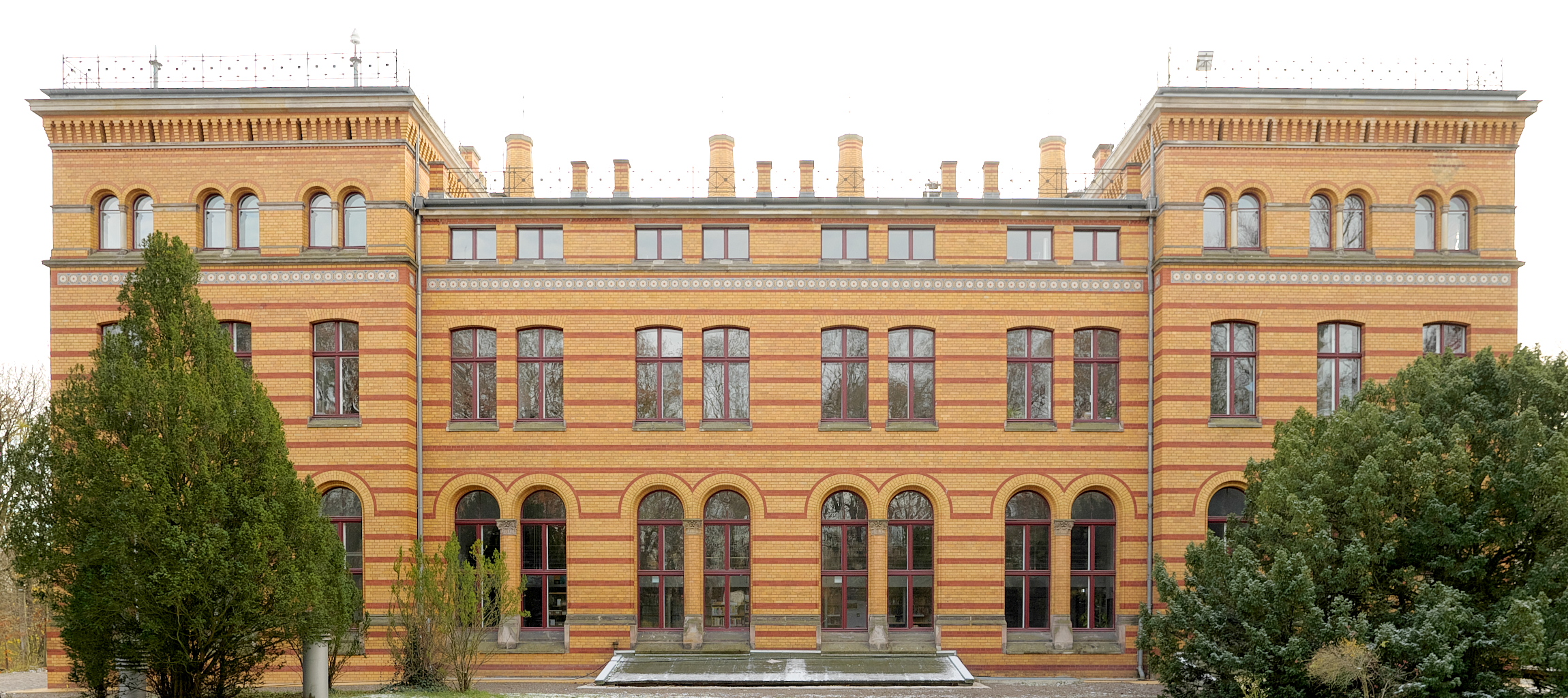
Helmert-Haus auf dem Telegraphenberg in Potsdam

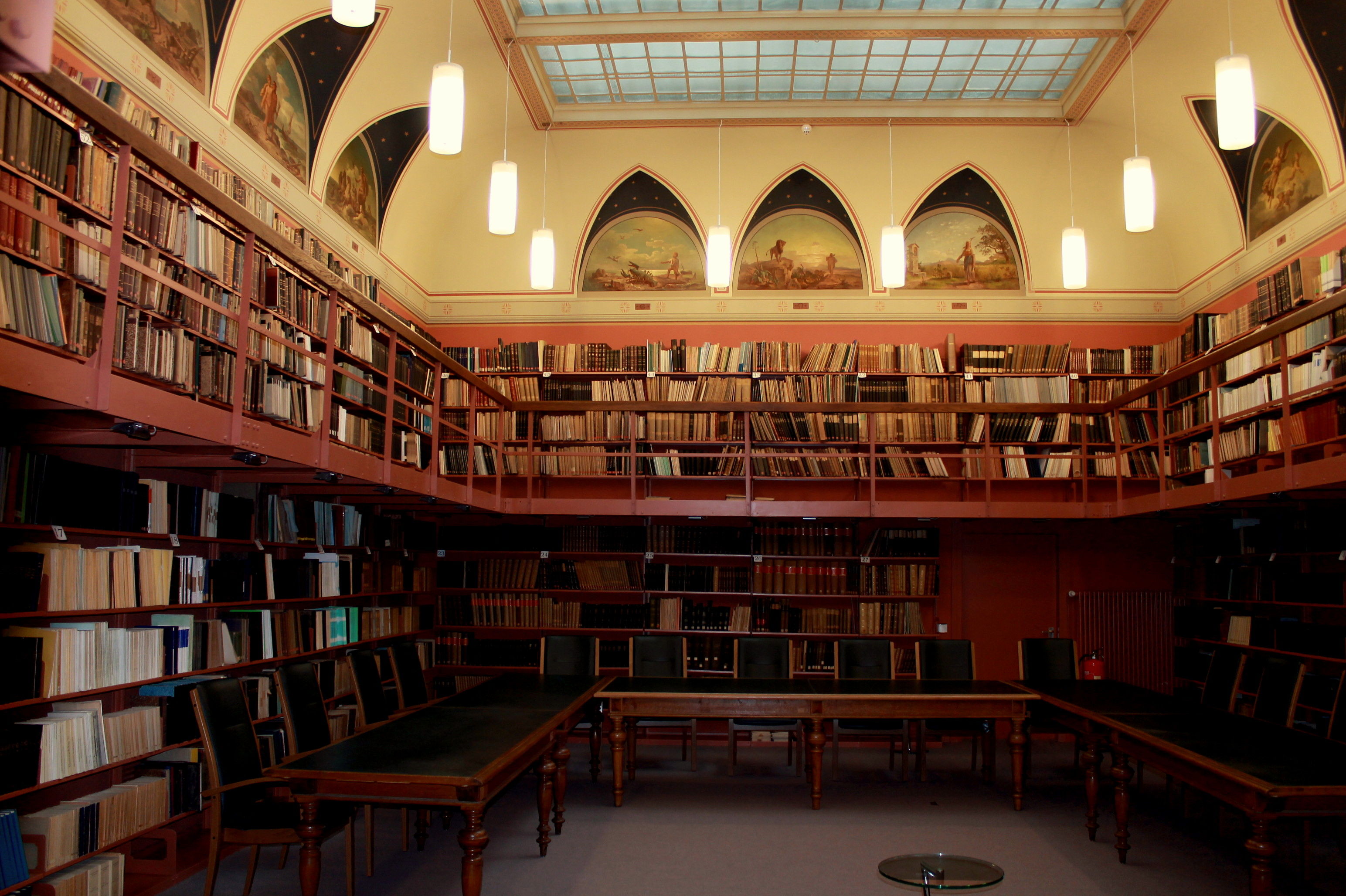
Blick in die Bibliothek

In dem um 1890 errichteten Hauptgebäude des Geodätischen Instituts befindet sich heute die Bibliothek des Wissenschaftsparks Albert Einstein. Im Juli 1999 wurde das Haus grundlegend renoviert und gehört nun zum GeoForschungsZentrum Potsdam. Es trägt heute den Namen Helmert-Haus. Etwa 100 m vom Hauptgebäude entfernt befindet sich das astronomisch-geodätische Observatorium.  Ein Teil der Mitarbeiter des ZIPE fand im neugegründeten GFZ eine neue Wirkungsstätte.

## Galerie

Im Treppenhaus des Helmert-Hauses
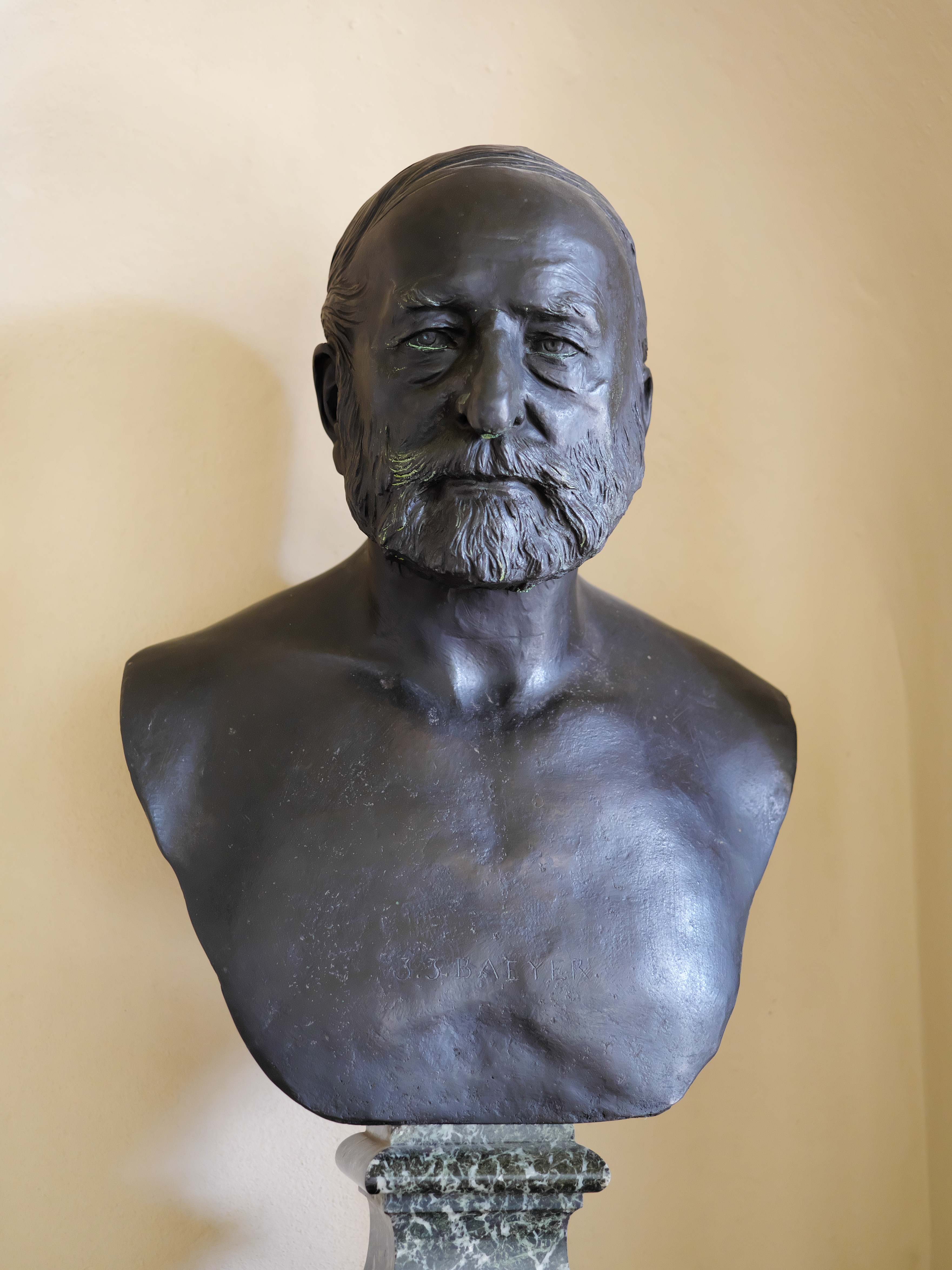
Bronzebüste von Johann Jacob Baeyer
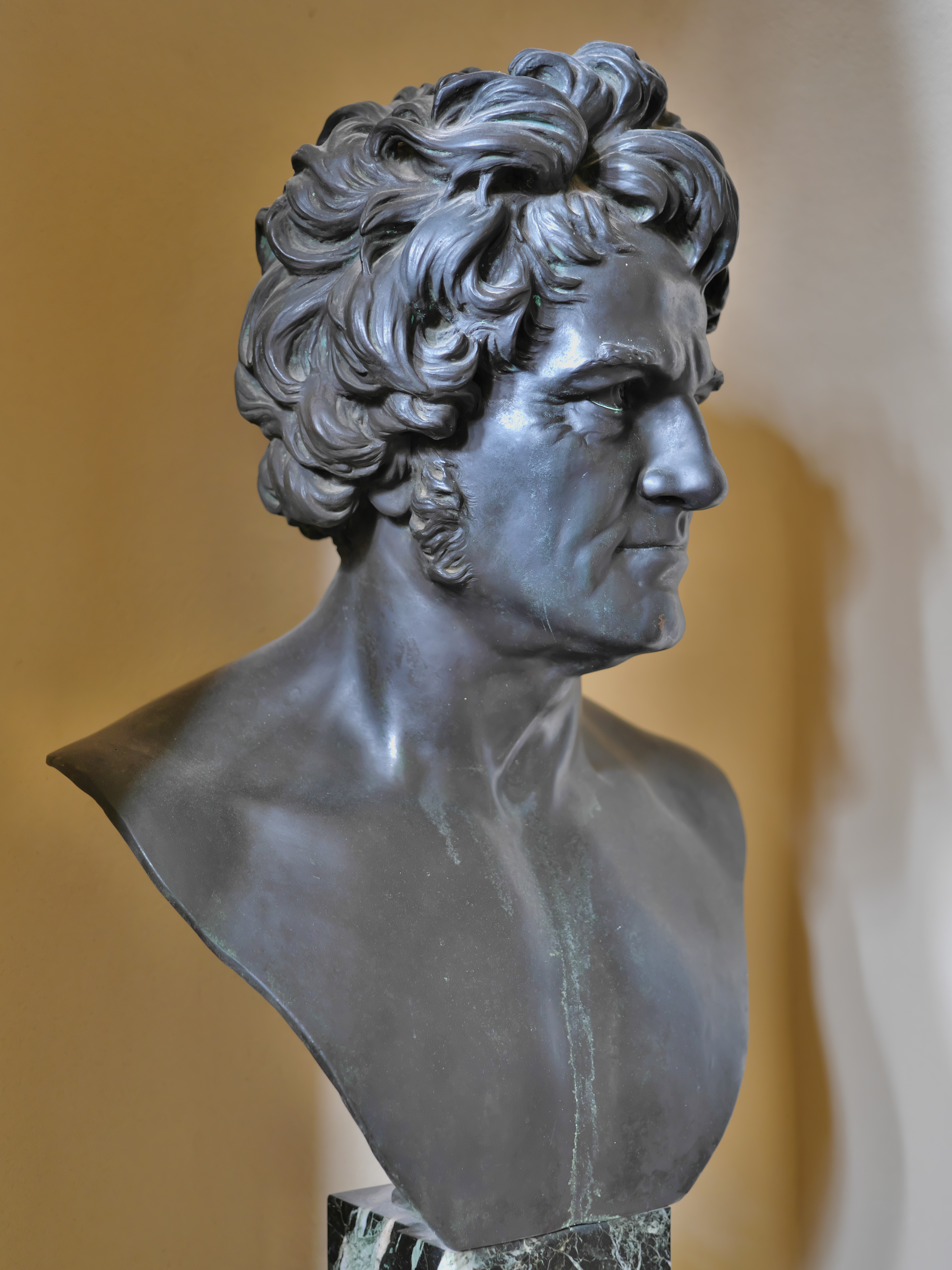
Bronzebüste von Friedrich Wilhelm Bessel
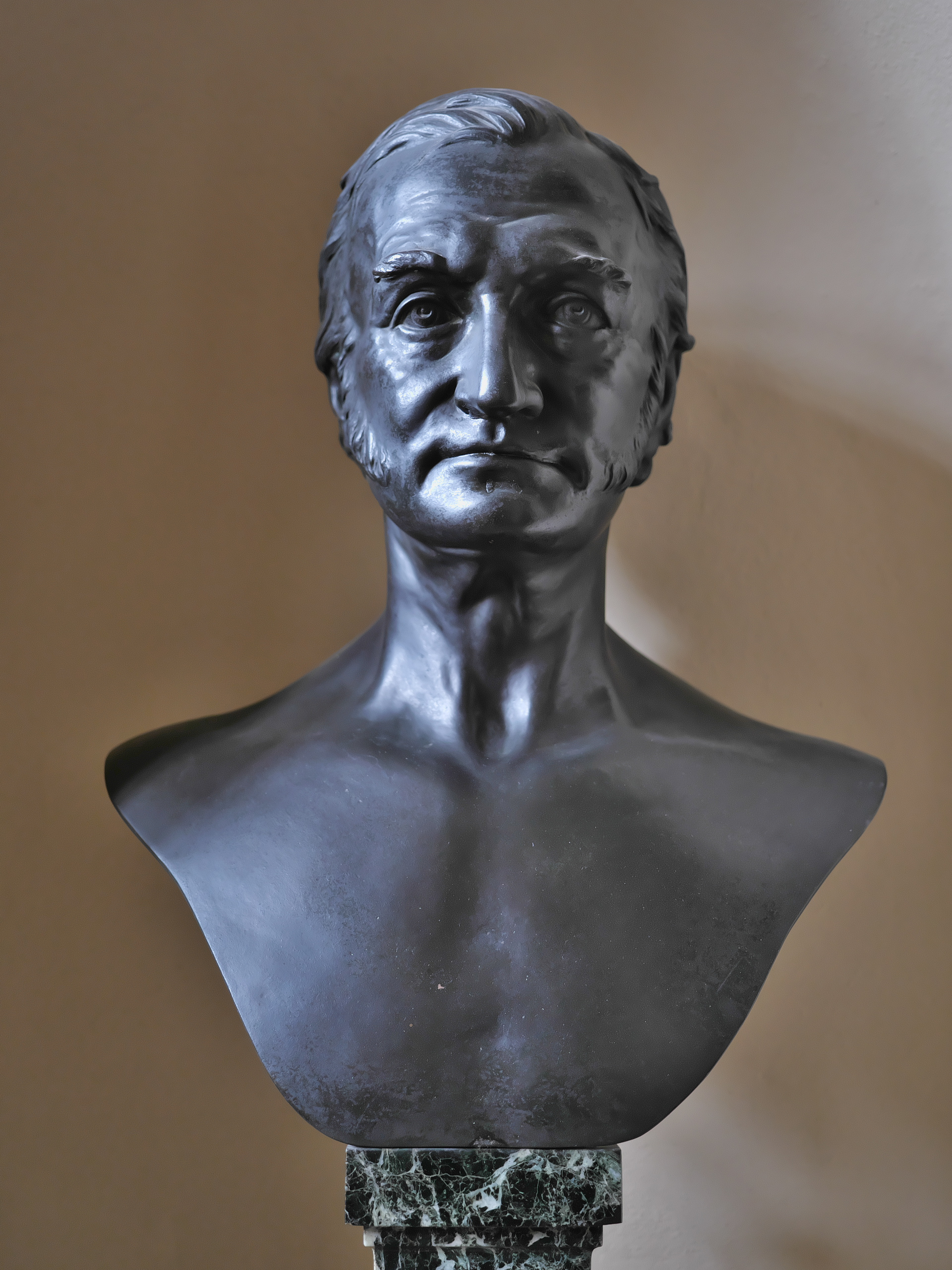
Bronzebüste von Carl Friedrich Gauß
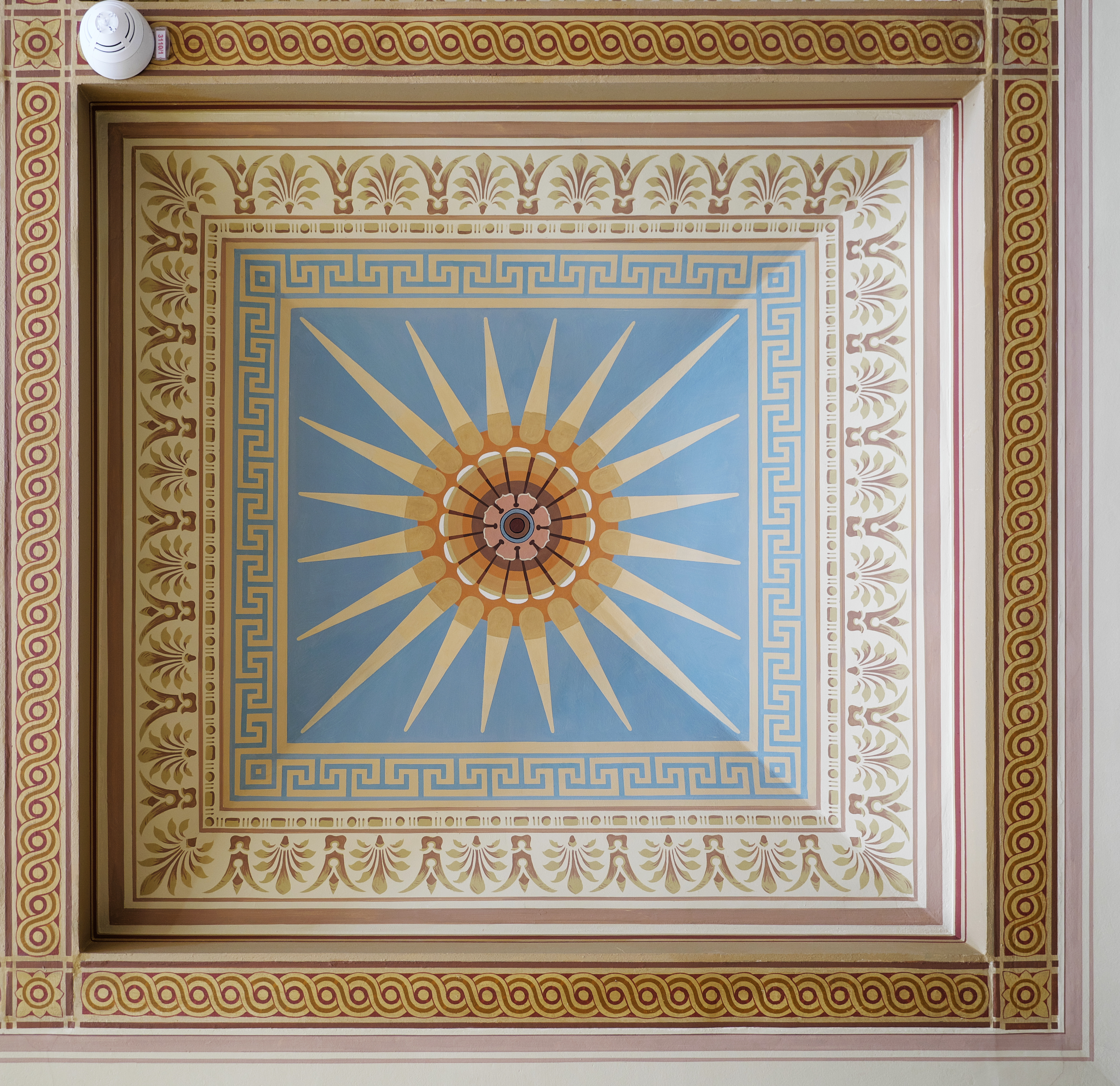
Kassettendecke